# 凯茜·克鲁格
凯茜·克鲁格（英語：Casey Krueger，1990年8月23日—），旧姓肖特（Short），美国女子足球运动员。她曾代表美国国家队参加2020年夏季奥林匹克运动会足球比赛，获得一枚铜牌。